# La Légende du sultan Mehmed
La Légende du sultan Mehmed (en russe : Сказание о Магмете-султане) est l'un des récits tsaristes qui ont façonné l'idéologie de l'autocratie russe, notamment au début du règne d'Ivan le Terrible.

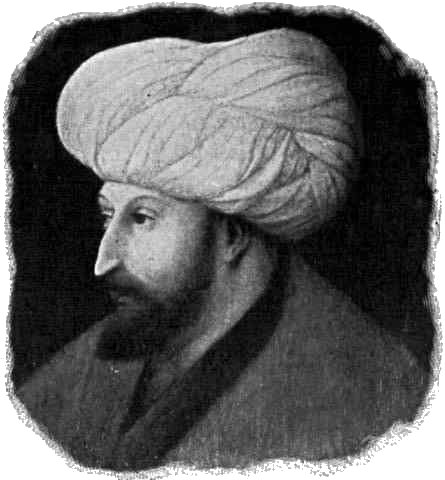
Portrait de Mehmed II, sultan turc dont s'inspire Ivan Peresvetov.

L'auteur de la légende est Ivan Peresvetov (ru), un noble lituanien qui servit dans les armées lituano-polonaises au cours des années 1520 et 1530 et arriva à Moscou vers 1540.
En 1549, Ivan Peresvetov présente au tsar Ivan IV ses deux livres, dont La Légende du sultan Mehmed. Cette légende est une utopie qui décrit le royaume idéal de  Mehmet-Saltan (personnage inspiré du sultan Mehmed II). 
Au travers de cette légende, Ivan Peresvetov critique les Grecs pour leur ruse et leur tromperie et pour avoir perdu l'empire byzantin qui est tombé entre les mains du sultan Mehmed II. Le sultan ottoman pour avoir suivi le précepte de Constantin le Grand, « que Dieu aime la vérité plus que tout », est devenu l'héritier du royaume de Constantin.
Le texte d'Ivan Peresvetov est une critique du régime de la Moscovie dans laquelle il dénonce les privilèges dont jouissaient les boyards et propose des réformes reposant sur la terreur et l'expropriation des terres des boyards et une administration de l'État basée sur la promotion par le mérite et une armée organisée. Ce projet inspira Ivan le Terrible pour ses premières réformes de l'État russe. 
La parabole de la légende veut inciter les boyards russes à obéir à l'autocratie, à cause de la punition inévitable de Dieu pour leurs péchés. Le thème anti-ottoman, présent dans la légende, ne sera pertinent dans la politique russe qu'à partir du XVIIIe siècle, lorsque la campagne du Prout aura été menée et le royaume transformé en Empire russe.